# Mobile真・三國無双
『Mobile真・三國無双』（モバイルしん・さんごくむそう）は、コーエーが2008年1月21日から配信しているアクションゲームで、iモード機種に対応しているiアプリである。
キャラクターの衣装デザインは真・三國無双＆真・三國無双2に準拠している。